# Йозеф Вітт
Йозеф Вітт, або Йозеф де Вітте (пол. Józef Zefiryn de Witte (Witt) (1739 — 1813 або 1815) — військовик Королівства польського, син генерала-лейтенанта Яна де Вітте. У 1767 році разом з батьком прибув до Кам'янця-Подільського. В 1786 по 1789 — комендант Кам'янця-Подільського. З 1791—1797 комендант Херсону. Перший чоловік Софії Вітт.